# Бакинский международный гуманитарный форум
Бакинский Международный Гуманитарный Форум — международное мероприятие, направленное на обсуждение широкого круга глобальных вопросов представляющих интерес для человечества. Форум проходит с 2011 года в столице Азербайджанской Республики городе Баку. Инициаторами международного форума являются Ильхам Алиев и Дмитрий Медведев. Решение было принято на I Азербайджано-российском форуме по гуманитарному сотрудничеству в 2010 году. В 2014 году было принято решение проводить форум через каждые 2 года.
Рабочие языки форума: азербайджанский, русский, английский.

## Цель
Основной целью Бакинского международного гуманитарного форума является построение диалога, создание арены для обсуждения глобальных вопросов, определение стратегии на предстоящие десятилетия. Задачей для организаторов и участников форума, представителей социальных и гуманитарных наук, становится формирование нового гуманитарного порядка, рассмотрение на международном уровне большого круга глобальных задач. На сессиях и обсуждениях форума важными аспектами являются обмен передовым опытом по совместному сосуществованию в инклюзивных обществах, поощрение универсальных прав человека и достижение устойчивого развития, нахождение противоядия от религиозного экстремизма, являющегося почвой для возникновения терроризма, расширение мультикультурализма.

## Форумы

### 2011 год
Первый Бакинский гуманитарный форум был проведен 10-11 октября 2011 года. Форум проходил под лозунгом «XXI век: надежды и вызовы». На мероприятии приняли участие представители из более 20 стран мира.

### 2012 год
На втором Международном гуманитарном форуме прошедшем 4-5 октября 2012 года, приняли участие представители 70 страни семи международных организаций.

### 2013 год
В октябре 2013 года прошел третий Форум где основным направлением стало обсуждение мультикультурализма. Основными направлениями «круглых столов» форума стали конвергенция технологий, основные вызовы 21-го века, гуманитарные аспекты развития экономики, научные инновации, мультикультурализм, национальная идентичность, экологическая цивилизация и т. д.

### 2014 год
В работе четвертого Бакинского международного гуманитарного форума, состоявшегося в 2014 году, приняли участие 500 человек, представляющих 63 страны и 4 международных организаций.

### 2016 год
Пятый Бакинский международный гуманитарный форум, который был проведен в сентябре 2016 года. На форуме приняли участие представители из 75 стран, в том числе 15 нобелевских лауреатов. Были организованы круглые столы по шести направлениям:
- Различные модели мультикультурализма: от теории к гуманистической практике;
- Важность сохранения человеческого капитала в условиях массового перемещения людей как основа для устойчивого развития;
- Трансформация журналистики в информационную эпоху и ее роль в обеспечении межцивилизационного диалога;
- Устойчивое развитие и экологическая цивилизация;
- Молекулярная биология, биофизика, биотехнология и вопросы подготовки кадров в современной медицине: инновационные и этические проблемы;
- Конвергенция технологий и прогнозы будущего: основные вызовы XXI века.[8]

### 2018 год
Шестой Бакинский гуманитарный форум был проведен 25-26 октября 2018 года. Форум проходил под лозунгом «Формирование нового мира и нового человека: творчество и развитие человека». На международном мероприятии приняли участие более 580 представителей из свыше 90 стран и 24 международных организаций.